# باسكال دي توماسو
باسكال دي توماسو (بالفرنسية: Pascal Di Tommaso)‏ (10 أغسطس 1954 في فرنسا - ) هو لاعب كرة قدم فرنسي في مركز الوسط. لعب مع نادي غرونوبل.

## وصلات خارجية
- باسكال دي توماسو على موقع قاعدة بيانات كرة القدم.إي يو (الإنجليزية)